# Mściwój z Kwiliny
Mściwój z Giebułtowa i Kwiliny, herbu Lis – łowczy krakowski, starosta bydgoski w latach 1358–1370, podkomorzy krakowski.
Pochodził z ziemi krakowskiej. Jako starosta wymieniany jest w latach 1362–1368, ale urząd mógł objąć już wcześniej. Prawdopodobnie urzędował od początku roku 1358 do śmierci króla w 1370 r.